# Militarizam
Militarizam je shvaćanje da država treba imati jaku vojnu moć, te da tu moć treba agresivno koristiti. Militarizam se prepoznaje kroz prevlast ili dominaciju vojnih institucija nad civilnim, zatim kao subjektivna politička djelatnost, ili, pak, kao ideologija, doktrina i sustav vrijednosti.
Sociološko izučavanje militarizma kao društvenog fenomena zaslužuje osobitu pozornost iz više razloga. Prvi i temeljni razlog koji nas je odveo u izučavanje ove problematike je što u hrvatskoj sociološkoj znanosti pojam, značenje i dosezi militarizma kao specifičnog društvenog fenomena nisu dovoljno istraženi.
Drugi razlog je činjenica snažne povijesno-sociološke utemeljenosti militarizma jer nastaje kao rezultat povijesnih okolnosti i u sklopu njih određenog društvenog odnosa ili povijesno-sociološke situacije koje pogoduju rađanju militarizma kao društvene pojave. Činjenica je da su se pojmom, kao i društvenim temeljima militarizma, osim sociologa bavili i povjesničari, i to analizom njegovih konkretnih pojavnih oblika. O militarizmu su raspravljali političari, pravnici, psiholozi, ekonomisti.

## O militarizmu
Glavni razlog sociološkog izučavanja militarizma kao društvene pojave leži u tome što ulazeći u bit i suštinu militarizma dolazimo do mogućnosti njegova prepoznavanja što će omogućiti i njegovo primjereno svođenje na razumnu mjeru. U tom smislu pojavnim oblicima militarizma treba pristupati realno i genetički, bez ikakvih predrasuda, jer samo tako dolazimo u poziciju da ga objektivno i analitički izučimo.
Militarizam dolazi od latinske riječi militaris što znači vojni. Treba istaknuti da se militarizam definira kao jačanje vojne moći države. Slijedeći navedenu postavku, militarizam se prepoznaje kroz prevlast ili dominaciju vojnih institucija nad civilnim, zatim kao subjektivna politička djelatnost, ili, pak, kao ideologija, doktrina i sustav vrijednosti.

## Povijest militarizma
Pojam militarizma nastao je 1860-ih u Francuskoj; njime su republikanci i socijalisti obilježavali bonapartističku vlast i presudnu ulogu vojske u njoj. Potom se militarizam javlja i kao izraz za pruski vojnički duh i društveno ustrojstvo Bismarkove Njemačke. Povijesno se militarizam javlja mnogo prije u svim onim razdobljima kada imamo snažnu dominaciju vojske kao institucije. Znači dominaciju militarizma nalazimo još u vrijeme nastanka prvih vojski, a posebice u Rimskom Carstvu, preko raznih moćnih vladara u srednjem vijeku, kada su na temelju vojne snage stvarane vojne feudalne aristokracije. U novijoj povijesti militarizam se javlja kroz različite oblike totalitarnih sustava (fašizma, nacionalsocijalizma, boljševizma u različitim zemljama). U svim navedenim diktaturama militarizam je imao važnu ideološko-kulturnu ulogu. Nadalje treba istaknuti da se militarizam javlja u diktaturama i vojnim režimima uglavnom u zemljama Trećeg svijeta. No, nalazimo i novije varijante militarizma u zemljama tzv. demokratskog svijeta jačanjem tzv. vojno-industrijskog kompleksa.

## Militarizam u Hrvatskoj
Neophodno je istaknuti da ni svi pojavni oblici militarizma kroz povijest nemaju jednakomjerni utjecaj na civilno društvo. Dok se jedni oblici militarizma manifestiraju u paradama, limenoj glazbi i usvajanju vojničkih manira u svakodnevnom životu i sportu, drugi, mnogo opasniji oblici militarizma, nastoje civilne institucije podrediti vojnim, u krajnjem slučaju vojnici se počinju uplitati u donošenje odluka važnih za vođenje društva. U svakom uređenom demokratskom društvu nad vojskom mora postojati civilni nadzor, inače vojska izmiče društvenoj kontroli. Militarizam je i popratna pojava svih masakra u povijesti iz jednostavnog razloga što u pojedinim fazama razvoja ljudskog društva vojska izmiče društvenoj kontroli, što joj omogućava da poduzima ono zašto nije nadležna. Tipičan primjer je neodgovarajuća i neustavna uloga tzv. JNA u vrijeme velikosrpske agresije na ostale narode na prostru bivše Jugoslavije. Ta vojska stavila se u funkciju jednog naroda i jednog vođe što je neminovno rezultiralo neopravdanim napadima na ostale nesrpske narode. Vojska se ne može postavljati iznad parlamenta, predsjednika države i ostalih demokratski izabranih institucija.